# مری شرمن مورگان
مری شرمن مورگان (انگلیسی: Mary Sherman Morgan; ۴ نوامبر ۱۹۲۱ – ۴ اوت ۲۰۰۴) دانشمند سوخت موشکی آمریکایی بود که به عنوان مخترع سوخت مایع هایدین در سال ۱۹۵۷ شناخته می‌شود. این سوخت موشک ژوپیتر-سی را که اولین ماهواره آمریکا به نام اکسپلورر ۱ را به فضا برد، تقویت کرد.

## زندگی اولیه و تحصیلات
ماری شرمن به عنوان دومین فرزند از شش خواهر و برادر در مزرعه خانواده‌اش در ری، داکوتای شمالی متولد شد. او در یک خانواده فقیر کشاورزی با خواهران و برادران زورگو و والدین بی‌تفاوت بزرگ شد که او را از مدرسه منع می‌کردند تا در مزرعه کار کند. خدمات اجتماعی مداخله کرد و تهدید به دستگیری پدرش کرد مگر اینکه اجازه دهد او به مدرسه برود. مددکار اجتماعی سپس برای او کلاس‌های سواری و یک اسب فراهم کرد تا به مدرسه تک‌اتاقه‌اش برود. او تا ۹ سالگی هیچ گونه تحصیل رسمی نداشت. در سال ۱۹۳۹، به عنوان شاگرد اول دبیرستان فارغ‌التحصیل شد و بورسیه تحصیلی کالج را دریافت کرد. سپس در کالج دی‌سِیلز در تولیدو، اوهایو به عنوان دانشجوی شیمی ثبت‌نام کرد.

## حرفه
در طول تحصیلات دانشگاهی شرمن، جنگ جهانی دوم آغاز شد. با اعزام مردان به جبهه‌های جنگ، آمریکا به سرعت با کمبود شیمیدان و دانشمند مواجه شد. یک مأمور استخدام محلی که شنیده بود شرمن دانش شیمی دارد، به او پیشنهاد کار در یک کارخانه در ساندوسکی، اوهایو را داد. او به شرمن نگفت که کارخانه چه محصولی تولید می‌کند یا شغل او چیست - فقط گفت که او نیاز به مجوز امنیتی فوق‌محرمانه دارد. با کمبود پول، او تصمیم گرفت این شغل را بپذیرد، حتی اگر مجبور بود تحصیلاتش را به تعویق بیندازد. این شغل در کارخانه مهمات پلام بروک اوردننس ورکس بود که مسئول تولید مواد منفجره تی‌ان‌تی (TNT)، دی‌نیتروتولوئن (DNT) و پنتولیت بود. این سایت در طول جنگ جهانی دوم بیش از یک میلیارد پوند مهمات تولید کرد.
شرمن در سال ۱۹۴۳ خارج از ازدواج باردار شد، که در آن دوران رفتاری بسیار شرم‌آور تلقی می‌شد و زنان اغلب مجبور به سقط‌جنین‌های غیرقانونی یا مخفی شدن از دوستان و خانواده می‌شدند. در آن زمان، او با دخترعمویش، ماری هیبارد، در هیورون، اوهایو زندگی می‌کرد. در سال ۱۹۴۴، او دختری به نام ماری جی. شرمن به دنیا آورد که بعداً به فرزندخواندگی هیبارد و همسرش، ایروینگ سپرد. نام کودک به روث استر تغییر یافت.
پس از سال‌های جنگ که به طراحی مواد منفجره برای ارتش گذشت، او برای کار در نورث امریکن اوییشن اقدام کرد و در بخش راکتداین این شرکت در کانوگا پارک، کالیفرنیا مشغول به کار شد. اندکی پس از استخدام، به عنوان متخصص عملکرد نظری ارتقا یافت که وظیفه محاسبه ریاضی عملکرد مورد انتظار پیشرانه‌های موشکی جدید را بر عهده داشت. از بین ۹۰۰ مهندس، او تنها زن و یکی از معدود افراد بدون مدرک دانشگاهی بود. این دو منبع اصلی تبعیضی بود که در دوران کار خود در شرکت با آن مواجه شد.
در حالی که در نورث امریکن اوییشن کار می‌کرد، با همسر آینده خود، جورج ریچارد رد مورگان، مهندس مکانیکی که از کلتک فارغ‌التحصیل شده بود، آشنا شد. آنها چهار فرزند به نام‌های جورج، استفان، مونیکا و کارن داشتند.

## مرگ و میراث
مورگان در ۴ اوت ۲۰۰۴ در سن ۸۲ سالگی به دلیل بیماری مزمن انسدادی ریه (COPD) ناشی از آمفیزم درگذشت، علیرغم اینکه ۲۹ سال قبل از آن برای روزه گرفتن، سیگار کشیدن سنگین خود را ترک کرده بود. در ژوئیه ۲۰۱۳، مجله خبری آنلاین بی‌بی‌سی یک ویدئوی کوتاه به یادبود مورگان منتشر کرد که توسط پسرش جورج روایت شده بود.
مورگان موضوع یک نمایشنامه نیمه‌بیوگرافیک نوشته شده توسط پسرش جورج بود. این نمایش با عنوان «دختر موشکی» توسط تئاتر آرتس در مؤسسه فناوری کالیفرنیا (TACIT) تولید شد و در ۱۷ نوامبر ۲۰۰۸ در کلتک اجرا شد. پسرش اعتراف کرد که در زمان مرگ مادرش اطلاعات شگفت‌آوری کمی دربارهٔ زندگی و کار او داشت، زیرا او در صنعتی مرتبط با دفاع و امنیت ملی کار می‌کرد و محدودیت‌هایی در مورد آنچه می‌توانست بحث کند داشت. به دلیل اجتناب شدید او از توجه و شهرت، او هرگز در طول حرفه‌اش یا دوران بازنشستگی مصاحبه‌ای انجام نداد. او خود را آنقدر از وجود محو کرده بود که وقتی پسرش جورج مورگان پس از مرگش در سال ۲۰۰۴ سعی کرد یک آگهی ترحیم در لس‌آنجلس تایمز بنویسد، اطلاعات کافی برای تأیید وجود او وجود نداشت. روزنامه نتوانست آن را منتشر کند. جورج یک وبلاگ ایجاد کرد تا در مورد مادرش بیشتر بداند و اطلاعات بیشتری جمع‌آوری کند. او به یاد می‌آورد: «اگر می‌دانستم مادرم چقدر در موشک‌سازی تخصص دارد، می‌توانستیم از او کمک بخواهیم و خودمان را از دردسر زیادی نجات دهیم.» این نمایشنامه بعداً به کتابی با همین نام تبدیل شد. کتاب در سال ۲۰۱۳ با عنوان «دختر موشکی» و زیرعنوان «داستان ماری شرمن مورگان، اولین دانشمند زن موشکی آمریکا» منتشر شد. جمع‌آوری اطلاعات به دلیل محرمانه بودن مسابقه فضایی و روابط جنگ سرد بسیار دشوار بود.